# Pretzel Amusement Ride Company
La Pretzel Amusement Ride Company est un constructeur d'attractions spécialisé dans les parcours scéniques et les trains fantômes, originaire de Sunset Lake dans le New Jersey. On estime que l'entreprise a produit plus de 1400 attractions et qu'elle les a vendu dans plusieurs foires et parcs d'attractions.

## Histoire
Leon Cassidy inventa et breveta le parcours scénique avec rail simple en 1928. La compagnie prit son nom après une remarque d'un passager d'une des attractions qui dit : « It felt like I was turned and twisted like a Pretzel » (Je senti comme j'étais tourné et tordu comme un Bretzel.) Ce deviendra d'ailleurs plus qu'un nom puisqu'il symbolisera également le logo de l'entreprise et même un élément formel reporté sur certains wagons vendus par la compagnie.
En 1929, un premier modèle de parcours scénique standard fut conçu. Il était composé de cinq voitures, d'un parcours d'environ 107 mètres et de 90 secondes par tour. L'attraction fut vendu à l'époque pour 1200$.
Les modèles transportables furent également développés pour les fêtes foraines et les foire. Certains modèles pesaient jusqu'à 9 tonnes. Les parcours scéniques n'étaient jusqu'alors réalisés que sur un étage. À partir de la fin des années 1950, le système de double pont fut conçu avec un système de remontée par chaîne. Leon Cassidy lui-même était assez défavorable à cette innovation.
The Mad Giant, une des attractions transportables de la compagnie, mesurait 12 x 2.5 mètres sur camions et 21 x 9 mètres une fois monté. Il fallait d'ailleurs compter 5 heures pour faire le montage complet de l'attraction.
Pretzel construit également des manèges dont un pour un parc de Coney Island.

## Les attractions

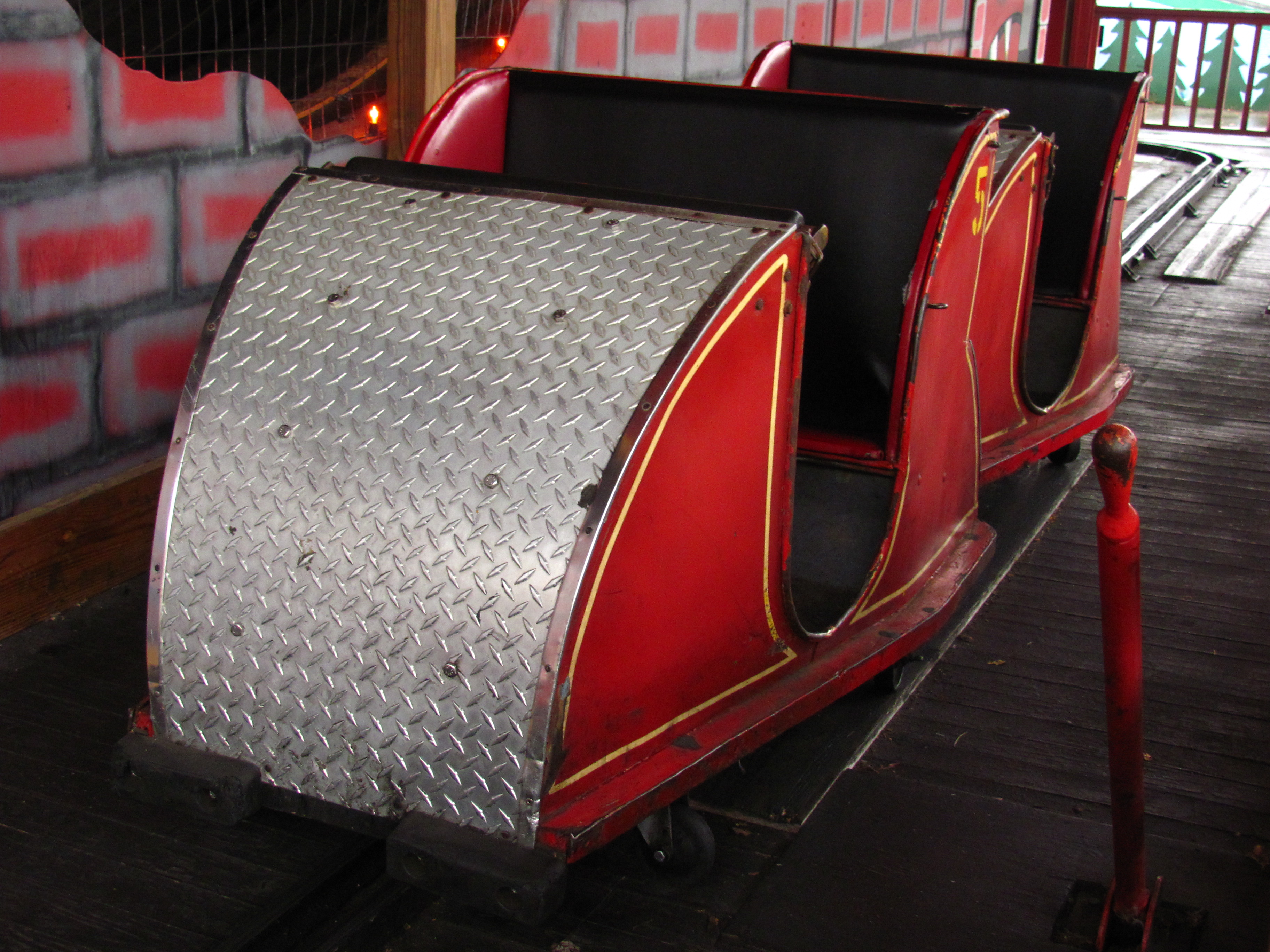
Wagon de Devil's Den à Conneaut Lake Park.

Les attractions étaient décorées selon un thème, et l'on peut citer parmi les parcours scéniques de la compagnie le Pretzel Ride (1930), The Caveman, Haunted House, Lost Mine, Gold Nugget, Thunderbird Jr. Ride, Toonerville Trolley, Whirlo, Kiddie Circus, Devil's Cave/Pirate's Cove/Bucket O' Blood (la même attraction avec un nouveau thème), Devils Inn, Winter Wonderland, Orient Express, Mad Giant, Laff in the Dark, Laff in the Dark avec wagons tournoyants, Laffland, Pirates Cave, Pirates Den, Paris After Dark, Arabian Nights Tunnel of Love/Casper's Ghostland, Treasure Island, Spook-A-Rama (1955), Le Cachot/Safari/Zoomerang, et Dante's Infernos.
Le Haunted Pretzel du Bushkill Park, construit en 1927, était l'un des plus vieux parcours scéniques survivant des États-Unis, jusqu'en 2004 où il fut détruit dans une inondation.
William Cassidy, le fils de Leon, prit les rênes de la compagnie à la suite de son père jusqu'en 1979, où il vendit les droits de ces attractions.